# ICD-10 Kapitel XV - Svangerskab, fødsel og barsel
ICD-10 Kapitel XV – Svangerskab, fødsel og barsel er det femtende kapitel i ICD-10 kodelisten. Kapitlet omhandler svangerskab, fødsel og barsel.
| Kapitel XV – Svangerskab, fødsel og barsel (O00-O99)                                                                                                |
| O00-O08 - Svangerskab, der ender med abort |
| --- |
| O00 - Svangerskab uden for livmoderen |
| O01 - Blæremola |
| O02 - Andre unormale svangerskabsprodukter |
| O03 - Spontan abort |
| O04 - Fremkaldt abort før udgangen af 12. svangerskabsuge                                                                                           |
| O05 - Fremkaldt abort efter udgangen af 12. svangerskabsuge                                                                                         |
| O06 - Anden fremkaldt abort med samrådstilladelse                                                                                                   |
| O07 - Mislykket fremkaldelse af abort |
| O08 - Komplikation efter abort, ektopisk svangerskab og mola                                                                                        |
| O10-O16 - Ødem, proteinuri og hypertension i svangerskab, under fødsel og barselperiode                                                             |
| O10 - Svangerskab, fødsel og barsel med forud bestående komplicerende blodtryksforhøjelse                                                           |
| O11 - Præeklampsi ved forud bestående kronisk hypertension                                                                                          |
| O12 - Svangerskabsbetinget ødem og proteiner i urinen uden blodtryksforhøjelse                                                                      |
| O13 - Svangerskabsbetinget blodtryksforhøjelse uden proteiner i urinen                                                                              |
| O14 - Svangerskabsforgiftning |
| O15 - Fødselskrampe |
| O16 - Forhøjet blodtryk uden nærmere specificering under svangerskab                                                                                |
| O20-O29 - Andre sygdomme hos moder overvejende forbundet med svangerskab                                                                            |
| O20 - Blødning tidligt i svangerskabet |
| O21 - Opkastninger i svangerskabet |
| O22 - Venøse komplikationer og hæmorroider i svangerskabet                                                                                          |
| O23 - Underlivs- og urinvejsinfektioner i svangerskabet                                                                                             |
| O24 - Diabetes under svangerskab, fødsel og barsel                                                                                                  |
| O25 - Fejlernæring under svangerskab, fødsel og barselsperiode                                                                                      |
| O26 - Andre sygdomme overvejende relateret til svangerskabet                                                                                        |
| O28 - Abnorme fund ved svangrekontrol |
| O29 - Komplikationer til anæstesi i svangerskabet                                                                                                   |
| O30-O49 - Tilstande med relation til foster, amnion, placenta og potentielle fødselsproblemer som årsag til svangrekontrol                          |
| O30 - Flerfoldssvangerskab |
| O31 - Komplikationer, som er specifikke for flerfoldssvangerskab                                                                                    |
| O32 - Svangerskab med erkendt eller mistænkt abnorm fosterstilling                                                                                  |
| O33 - Svangerskab med erkendt eller mistænkt mekanisk misforhold                                                                                    |
| O34 - Svangerskab med erkendt eller mistænkt abnorm tilstand i den bløde fødselsvej                                                                 |
| O35 - Svangerskab med erkendt eller mistænkt unormalt eller beskadiget foster                                                                       |
| O36 - Svangerskab med andre abnorme tilstande hos foster                                                                                            |
| O40 - Svangerskab med for meget fostervand |
| O41 - Andre sygdomme i amnionvæske og fosterhinder                                                                                                  |
| O42 - Svangerskab med for tidlig vandafgang |
| O43 - Sygdomme i moderkagen |
| O44 - Forliggende moderkage |
| O45 - For tidlig løsning af moderkagen |
| O46 - Vaginalblødning før fødsel IKA |
| O47 - Plukkeveer og truende for tidlig fødsel |
| O48 - Overbåret svangerskab |
| O49 - Svangerskabslængde som hovedindikation for igangsættelse af fødsel                                                                            |
| O60-O75 - Fødselskomplikationer |
| O60 - Veer før termin |
| O61 - Mislykket igangsættelse af fødsel |
| O62 - Veabnormiteter |
| O63 - Langvarig fødsel |
| O64 - Fødsel kompliceret af abnorm fosterstilling                                                                                                   |
| O65 - Fødsel kompliceret af abnormt bækken |
| O66 - Kompliceret fødsel af anden årsag |
| O67 - Fødsel kompliceret af blødning IKA |
| O68 - Fødsel kompliceret af asfyksi hos foster |
| O69 - Fødsel med navlestrengskomplikation |
| O70 - Bristning af mellemkød og slimhinder ved fødsel                                                                                               |
| O71 - Andre fødselslæsioner |
| O72 - Blødning i efterbyrdsperioden |
| O73 - Fastsiddende moderkage og fosterhinder |
| O74 - Komplikationer til anæstesi ved fødsel |
| O75 - Andre fødselskomplikationer IKA |
| O80-O84 - Fødsel |
| O80 - Spontan enkeltfødsel |
| O81 - Enkeltfødsel med forløsning med tang og vakuumekstraktor                                                                                      |
| O82 - Enkeltfødsel ved kejsersnit |
| O83 - Andre former for enkeltfødsel |
| O84 - Flerfoldsfødsel |
| O85-O92 - Komplikationer i barselperioden |
| O85 - Barselsfeber |
| O86 - Andre infektioner i barselsperioden |
| O87 - Venøse komplikationer og hæmorroider under barselsperioden                                                                                    |
| O88 - Obstetrisk emboli |
| O89 - Komplikationer til anæstesi i barselsperioden                                                                                                 |
| O90 - Komplikationer i barselsperioden IKA |
| O91 - Infektioner i brystkirtel og brystvorte i forbindelse med fødslen                                                                             |
| O92 - Andre forstyrrelser i brystkirtel og amning i barselsperioden                                                                                 |
| O98-O99 - Andre obstetriske sygdomme IKA |
| O98 - Infektioner og parasitære sygdomme hos moderen, som klassificeres i andre kapitler, men som komplicerer svangerskab, fødsel og barselsperiode |
| O99 - Andre sygdomme hos moderen, som klassificeres i andre kapitler, men som komplicerer svangerskab, fødsel og barselsperiode                     |

| Lægevidenskab | Spire Denne artikel om lægevidenskab er en spire som bør udbygges. Du er velkommen til at hjælpe Wikipedia ved at udvide den. |